# Malom utcai-barlang
A Malom utcai-barlang a Duna–Ipoly Nemzeti Park területén, Tatán található egyik barlang.

## Leírás
Tata belterületén, a Malom utca 19. szám alatti lakóépület előtti közterületen van a barlang lezárt bejárata. A beszakadás alján nyíló barlangbejárat 2 m széles és 0,5 m magas. A boltíves alakú nyílás egy majdnem vízszintesen haladó 0,3–0,5 m magas, 1,5–3 m széles és 4,5 m hosszú üregbe vezet, amely nagyon feliszapolódott. Felső pleisztocén forrásmészkőben jött létre a barlang, gömbüstös felületei alapján valószínűleg a régi forrástevékenység miatt.

## Kutatástörténet
2005. június közepén keletkezett a barlang bejáratát megnyitó útberogyás az üregbe itt koncentráltan bejutó csapadékvizek törmelék-kimosásának eredményeként. Tata Város Polgármesteri Hivatalának felkérésére lett megvizsgálva a helyszín. A berogyás alján 1–1,2 m mélységben megnyílt üreg méretei és kialakulása miatt barlangnak minősült. A berogyás kitisztításával és 2 m mélyre mélyítésével kezdődött a feltáró munka. A Polgármesteri Hivatal gondoskodott az innen kiemelt kb. 3 m³ anyag (leginkább kőtörmelékes homok és építési törmelék) konténeres elszállításáról.
Miután sikerült járható méretűre bővíteni a bejárat magasságát, a barlang kis lapos terméből is el lett távolítva a bemosódott törmelék. Nem találtak további feltárási lehetőséget benne, ezért beszüntették kutatását. A barlangban nem észleltek életnyomokat. Feltárásakor aránylag száraz volt, de az oldalfalaira és a mennyezetére feltapadt iszapnyomok szerint időszakosan, nagyobb csapadékkor teljesen megtelhet vízzel. 2005-ben a Gerecse Barlangkutató és Természetvédő Egyesület két tagja, Juhász Márton és Krkos Márk mérte fel a barlangot. A felmérés alapján Juhász Márton szerkesztett alaprajz térképet két keresztmetszettel és hosszmetszet térképet. Ekkor készült el a barlang fénykép-dokumentációja.
2005 végén a beszakadás omladékos oldalai beton támfallal biztosítva lettek, melynek tetejére (az utcaszinten) vízszintes, 60×60 cm-es, lakattal zárható lemezajtó lett beépítve. A barlang lezárására az útberogyás miatt létrejött veszélyhelyzet mielőbbi megszüntetése és a barlang megfelelő védelmének biztosítása miatt volt szükség.